# Разумовская, Наталья Демьяновна
Наталья Демьяновна Разумовская (в девичестве Демешко; называлась также Розумиха или Розумова; конец XVII века — 1762) — статс-дама при дворе российской императрицы Елизаветы Петровны.

## Биография
Наташа Демешко, дочь казака из села Адамовки Козелецкого повета Черниговской губернии, родилась в последних годах XVII столетия, и по обычаю того времени была рано выдана замуж за казака хутора Лемешей Григория Яковлева Розума, от которого, по словам русского историка П. М. Майкова, «терпела немало горя».
Женщина трудолюбивая, рассудительная и умная, она усердно занималась домашним хозяйством, её любили и почитали во всем околотке. Она имела шесть детей, трёх дочерей (Агафью, Анну и Веру) и трёх сыновей, из которых самым старшим был Данило, а затем следовали Алексей и Кирилл; все они занимались сельскими работами, которые и доставляли им скудное пропитание. Муж её спился и умер, а затем умер и старший сын Данило, оставив на попечение матери свою малолетнюю дочь. Второй сын, который мог бы быть подмогой для семьи, пропал, преследуемый отцом за страсть к учению; Розумиха совсем упала духом и в отчаянии решилась идти в Козелец, надеясь милостыней добыть кусок насущного хлеба.
По возвращении в хутор Лемеши, она получила известие от пропавшего сына Алексея, а затем и небольшие деньги от него, благодаря которым её положение вскоре поправилось. Она завела корчму (питейное заведение), что в Малороссии не считалось зазорным, и благодаря своей предприимчивости повела дела весьма успешно. Вскоре она сумела выдать своих дочерей замуж; одну за ткача Климовича, другую за закройщика Осипа Закревского, а третью за реестрового казака Ефима Дарагана.

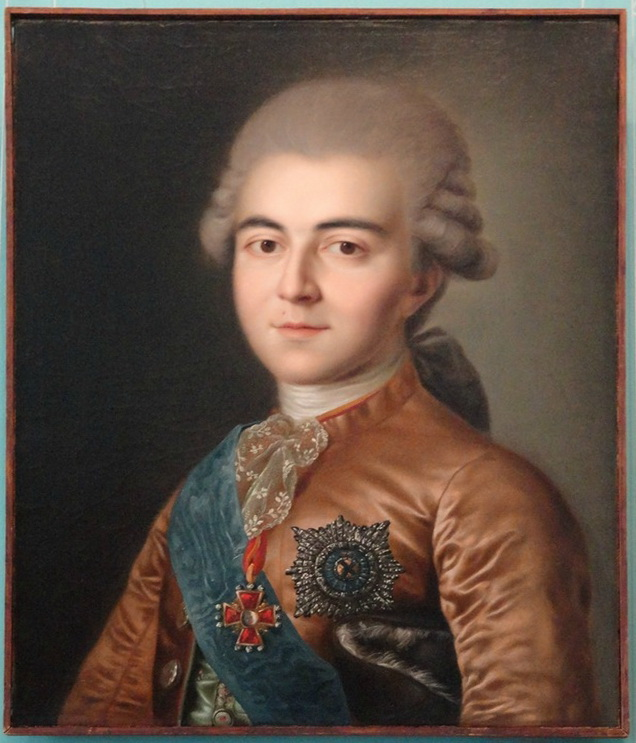
Алексей Разумовский
(портрет конца XVIII века)

Младшего сына Кирилла отдала на выучку чемерскому дьячку, с легкой руки которого очень повезло её сыну Алексею. Последний из придворных певчих вскоре был сделан камер-юнкером при дворе цесаревны Елизаветы Петровны, а затем (30 ноября 1741 года) — действительным камергером и поручиком лейб-кампании с чином генерал-поручика. Об этом повышении его скоро стало известно по всей Украине, и прежнюю Розумиху, теперь госпожу Разумовскую, знали не только по всему околотку, но даже и в Глухове. Алексей Григорьевич в 1744 году купил своей матери дом в Козельце. За ней был отправлен особый нарочный (гонец), чтобы привезти её в Москву. Алексей Григорьевич выехал навстречу матери, и по преданию она не узнала своего сына в блестящем наряде царедворца. По прибытии в Москву её нарядили, нарумянили, сделали модную высокую причёску и повезли во дворец, предупредив, что она должна пасть на колени перед Императрицей. Вступив в дворцовые комнаты, старушка была изумлена большим зеркалом и, увидев в нём себя, приняла свой новый облик за Императрицу и пала на колени.
Елизавета Петровна радушно встретила Наталью Демьяновну Разумовскую и поместила во дворце. Но модные наряды и придворная жизнь со всей её обстановкою пришлись не по сердцу Наталье Демьяновне; она скоро облеклась в свое малороссийское платье, строго придерживаясь старых обычаев, и страдала тоскою по родине. Единственным развлечением её во время пребывания во дворце были посещения малороссийских депутатов с их жёнами. Сидя на полу, на разостланных коврах, она беседовала с ними о родине и слушала пение бандуристов. Когда двор в начале октября 1742 года стал помышлять о возвращении в Санкт-Петербург, Розумиха покинула Москву и была пожалована в это время в статс-дамы.
По возвращении в Малороссию, где её принимали отменным образом, она поселилась около своего родного села Адамовки, на одном из хуторов, пожалованных графу Алексею, выстроила себе усадьбу, названную Алексеевщиной, с домом и церковью при нём. Здесь она и проводила дни свои, нередко обращаясь к влиятельному сыну с ходатайством за своих земляков. Граф Алексей Григорьевич Разумовский нежно любил свою мать и радел о ней, а также и о многих родственниках своих, которые все стали если не богатыми, то зажиточными людьми. 
В 1744 году во время поездки Императрицы в Малороссию Н. Д. Разумовская, по совету сына, выехала ей навстречу в Нежин и проследовала с государыней в Алексеевщину и Козелец, где Елизавета Петровна и находилась до конца августа в доме графа Алексея Григорьевича. Потом Наталья Демьяновна с дочерьми проводила государыню до Нежина и была приглашена Императрицей в Петербург на свадьбу наследника престола. Она действительно приехала (6 июля 1745 года), но не столько для свадьбы, сколько для того, чтобы повидаться с сыном, который возвратился из-за границы. Она присутствовала на всех свадебных торжествах, происходивших при дворе десять дней. Хотя она жила в Петербурге в кругу семьи, среди многочисленного общества земляков, но её тянуло опять в Малороссию, и она, не дождавшись решения судьбы младшего сына, решилась расстаться с внучатами и близкими родственниками и стала собираться домой. 18 января 1746 года она отправилась на 80 ямских подводах в Малороссию с дочерьми, не думая, что прощается в последний раз с сыном Алексеем. Внуки и внучки её остались в Петербурге и были помещены во дворце; государыня очень их любила и баловала.
Покинув столицу она проживала преимущественно в Алексеевщине и Козельце. Когда младший сын Разумовской, гетман Малороссии, прибыл в Глухов в 1757 году, она приехала к нему на встречу вместе с его сёстрами, где она увидела и свою невестку Екатерину Ивановну, урождённую Нарышкину, которую знавала ранее. Граф Кирилл Григорьевич всеми силами старался удержать мать при себе, свято чтил все её деревенские обычаи, нарочно для неё заказывал привычные ей кушанья, оказывал ей всякое внимание и уважение, но старушке было неловко, тесно в Глухове. Едва ли она могла сойтись с невесткою, с детства привыкшей к придворному обхождению. Прожив год в Глухове, Н. Разумовская вернулась в Алексеевщину успев, благодаря влиянию своему на сына, значительно округлить состояние своих дочерей. Это, однако, её потом не удовлетворяло: она хотела, чтобы дочери её своим положением окончательно затмили малороссийских панов, и беспрестанно приставала к сыну с требованием новых для них местностей. Дараганы, Будлянские весьма заметно обогатились тогда. Гетман долго противился ходатайству матери о даче Будлянскому села Чемер, но в приезд свой в Украину в 1760 году, видя свою мать больной и дряхлой, он уступил её просьбам, — и Будлянский получил в вечное и потомственное владение село Чемер, где некогда учился грамоте граф Алексей Григорьевич. Вся родня Розумихи заняла видное положение на Украине.

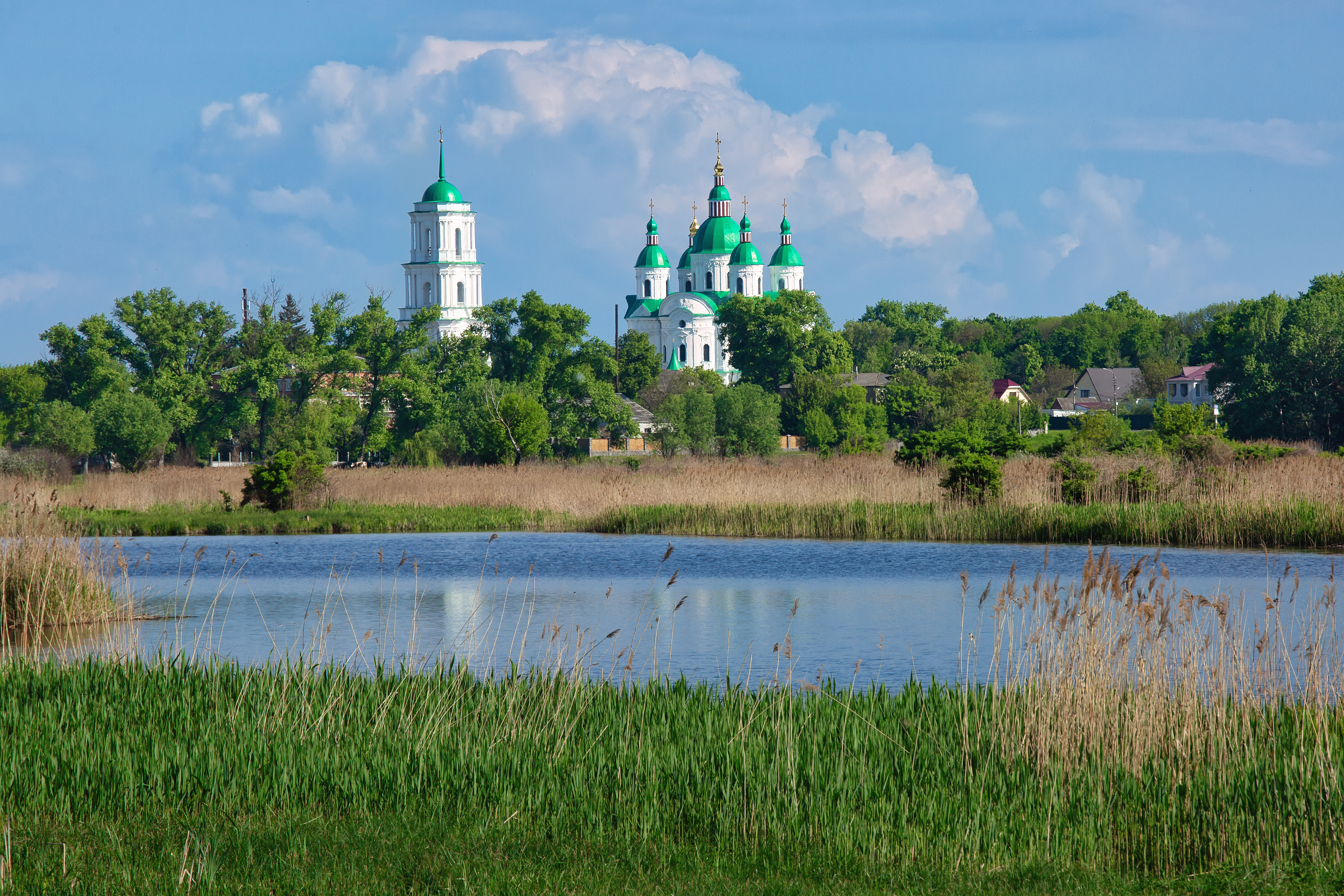
Собор Рождества Богородицы, в котором похоронена Разумиха

В 1752 году она стала строить в Козельце каменный двухъярусный собор в честь Святого Захария и Елизаветы и при нём колокольню, по образцу имеющейся в Киево-Печерской лавре. Она не дожила до окончания храма, нижняя часть которого была освящена только в 1763 году, то есть чрез год после её кончины; верхний же храм был освящен только в 1773 году, а колокольня была ещё покрыта соломою. Рождение в Глухове внука её, графа Андрея, в 1752 году заставило старушку съездить в Глухов; она была восприемницею новорожденного, после чего вернулась в Адамовку и спокойно доживала свой век в Алексеевщине.
Среди празднества коронации Екатерины II, графы Разумовские получили в Москве известие о кончине престарелой их матери в Алексеевщине, 12 сентября 1762 года. Наталью Демьяновну Разумовскуюю похоронили в Козельце, в нижнем левом приделе Захаро-Елизаветинского храма, который она и начала строить. Сюда же перенесли и старый иконостас из её домовой церкви в Алексеевщине.